# Moringskär
Moringskär är en ö i Finland. Den ligger i Skärgårdshavet och i kommunen Pargas i landskapet Egentliga Finland, i den sydvästra delen av landet. Ön ligger omkring 62 kilometer sydväst om Åbo och omkring 180 kilometer väster om Helsingfors.
Öns area är 5,1 hektar och dess största längd är 490 meter i sydöst-nordvästlig riktning.